# Milo Parker
Milo Parker (* 2002) ist ein britischer Schauspieler, der schon als Kinderdarsteller erfolgreich war. Internationale Bekanntheit erlangte er ab 2014 durch seine Rollen in den Filmen Robot Overlords – Herrschaft der Maschinen, Mr. Holmes, Gespensterjäger – Auf eisiger Spur und Die Insel der besonderen Kinder.

## Leben und Karriere
Milo Parker begann als Viertklässler, sich für die Schauspielerei zu interessieren und bei der Youngblood Theatre Company in London Theater zu spielen.
In Jon Wrights Independentfilm Robot Overlords – Herrschaft der Maschinen gab er in der Nebenrolle des Connor sein Spielfilmdebüt. Im Kinofilm Mr. Holmes war er neben Ian McKellen und Laura Linney als einer der Hauptdarsteller vertreten. Zwei Monate nach der Premiere des Films bei den Internationalen Filmfestspielen 2015 in Berlin feierte mit der internationalen Produktion Gespensterjäger – Auf eisiger Spur von Tobi Baumann ein weiterer Film mit Parker in der Hauptrolle Premiere. In dem Film, der auf Englisch gedreht und erst danach auf Deutsch synchronisiert wurde, spielte er die Rolle des 11-jährigen Tom Tomsky (im Englischen Tom Thompson). Zum Zeitpunkt der Premiere besuchte der 12-jährige Milo gerade die siebente Klasse.
Im Jahr 2016 war Milo Parker unter anderem in der Serie The Durrells zusammen mit Keeley Hawes zu sehen. In der Romanverfilmung Die Insel der besonderen Kinder übernahm er die Rolle des Hugh Apiston.
Als Schauspieler wird Parker von der Agentur BWH (Braidford Willoughby Hutton) mit Sitz in London vertreten. Bisher hat er in deutschsprachigen Synchronfassungen noch keinen festen Synchronsprecher. So lieh ihm in Robot Overlords – Herrschaft der Maschinen Max Rinke die Stimme, während in Gespensterjäger – Auf eisiger Spur Pablo Ribet-Buse seine deutsche Stimme war.

## Filmografie
- 2014: Robot Overlords – Herrschaft der Maschinen (Robot Overlords)
- 2015: Mr. Holmes
- 2015: Gespensterjäger – Auf eisiger Spur
- 2016: Die Insel der besonderen Kinder (Miss Peregrine’s Home for Peculiar Children)
- 2016–2019: Die Durrells auf Korfu (The Durrells) (Fernsehserie)
- 2024: Midas Man